# Fußball-Club Gelsenkirchen-Schalke 04 1998-1999
Questa voce raccoglie le informazioni riguardanti il Fußball-Club Gelsenkirchen-Schalke 04 nelle competizioni ufficiali della stagione 1998-1999.

## Stagione
Nella stagione 1998-1999 lo Schalke, allenato da Huub Stevens, concluse il campionato di Bundesliga al 10º posto. In Coppa di Germania lo Schalke fu eliminato al secondo turno dal Borussia Dortmund. In Coppa di Lega lo Schalke fu eliminato al turno preliminare dallo Stoccarda. In Coppa UEFA lo Schalke fu eliminato al primo turno dallo Slavia Praga.

## Rosa
| N. |                        | Ruolo | Calciatore          |
| -- | ---------------------- | ----- | ------------------- |
| 1  | Germania (bandiera)    | P     | Oliver Reck         |
| 2  | Belgio (bandiera)      | D     | Nico Van Kerckhoven |
| 3  | Rep. Ceca (bandiera)   | C     | Radoslav Látal      |
| 4  | Germania (bandiera)    | D     | Yves Eigenrauch     |
| 5  | Germania (bandiera)    | C     | Sven Kmetsch        |
| 6  | Germania (bandiera)    | C     | Andreas Müller      |
| 7  | Belgio (bandiera)      | A     | Michaël Goossens    |
| 8  | Germania (bandiera)    | C     | Ingo Anderbrügge    |
| 9  | Paesi Bassi (bandiera) | A     | Youri Mulder        |
| 10 | Germania (bandiera)    | D     | Olaf Thon           |
| 11 | Germania (bandiera)    | A     | Martin Max          |
| 12 | Paesi Bassi (bandiera) | D     | Marco van Hoogdalem |
| 15 | Turchia (bandiera)     | C     | Hami Mandıralı      |
| 16 | Germania (bandiera)    | C     | Oliver Held         |

| N. |                        | Ruolo | Calciatore         |
| -- | ---------------------- | ----- | ------------------ |
| 17 | Angola (bandiera)      | A     | Miguel Pereira     |
| 18 | Paesi Bassi (bandiera) | A     | René Eijkelkamp    |
| 19 | Germania (bandiera)    | C     | Michael Büskens    |
| 20 | Rep. Ceca (bandiera)   | C     | Jiří Němec         |
| 21 | Germania (bandiera)    | C     | Mark Schierenberg  |
| 22 | Germania (bandiera)    | P     | Mathias Schober    |
| 23 | Croazia (bandiera)     | C     | Filip Tapalović    |
| 24 | Belgio (bandiera)      | C     | Marc Wilmots       |
| 25 | Paesi Bassi (bandiera) | D     | Johan de Kock      |
| 27 | Turchia (bandiera)     | C     | Ünal Alpuğan       |
| 28 | Germania (bandiera)    | C     | Markus Kaya        |
| 33 | Germania (bandiera)    | A     | Sascha Wolf        |
| 38 | Germania (bandiera)    | P     | Robert Wulnikowski |

## Organigramma societario
Area tecnica
- Allenatore: Huub Stevens
- Allenatore in seconda: Eddy Achterberg, Hubert Neu
- Preparatore dei portieri:
- Preparatori atletici:

## Calciomercato

### Sessione estiva
| Acquisti | Acquisti            | Acquisti              | Acquisti |
| R.       | Nome                | da                    | Modalità |
| -------- | ------------------- | --------------------- | -------- |
| P        | Frode Grodås        | Tottenham             |          |
| C        | Markus Kaya         | Schalke 04 (juniores) |          |
| C        | Sven Kmetsch        | Amburgo               |          |
| C        | Hami Mandıralı      | Trabzonspor           |          |
| P        | Oliver Reck         | Werder Brema          |          |
| D        | Nico Van Kerckhoven | Lierse                |          |

| Cessioni | Cessioni      | Cessioni           | Cessioni |
| R.       | Nome          | a                  | Modalità |
| -------- | ------------- | ------------------ | -------- |
| C        | Markus Anfang | Wacker Innsbruck   |          |
| C        | Arnold Dybek  | Fortuna Düsseldorf |          |
| D        | Marco Kurz    | Monaco 1860        |          |
| P        | Jens Lehmann  | Milan              |          |
| D        | Thomas Linke  | Bayern Monaco      |          |

### Sessione invernale
| Acquisti | Acquisti | Acquisti | Acquisti |
| R.       | Nome     | da       | Modalità |
| -------- | -------- | -------- | -------- |

| Cessioni | Cessioni     | Cessioni         | Cessioni |
| R.       | Nome         | a                | Modalità |
| -------- | ------------ | ---------------- | -------- |
| P        | Frode Grodås | Racing Santander |          |
| C        | Denis Klyuev | Dinamo Mosca     |          |

## Risultati

### Bundesliga

#### Girone di andata
| Arbitro: | Merk |

|                                      |           |  |
| Polster 2’ Pettersson 10’ Hagner 80’ | Marcatori |  |

| Arbitro: | Berg |

|         |           |  |
| Max 56’ | Marcatori |  |

| Arbitro: | Wack |

|                                 |           |  |
| Rekdal 65’ (rig.) Tretschok 75’ | Marcatori |  |

| Arbitro: | Koop |

|                               |           |                     |
| Eijkelkamp 30’ Max 42’ (rig.) | Marcatori | 52’ Ćirić 69’ Kurth |

| Arbitro: | Albrecht |

|            |           |                     |
| Kracht 47’ | Marcatori | 52’, 70’ Eijkelkamp |

| Arbitro: | Fandel |

|  |           |             |
|  | Marcatori | 52’ Kirsten |

| Wolfsburg 2 ottobre 1998, ore 20:00 CEST 7ª giornata | Wolfsburg | 0 – 0 referto | Schalke 04 | VfL-Stadion am Elsterweg (15 638 spett.)\| Arbitro: \| Stark \| |
| Arbitro:                                             | Stark     |               |            |                                                                 |

| Arbitro: | Strampe |

|                |           |                                             |
| Eijkelkamp 20’ | Marcatori | 3’ (aut.) Eigenrauch 15’ Basler 65’ Jancker |

| Arbitro: | Kemmling |

|                    |           |                  |
| Pamić 64’ Dowe 66’ | Marcatori | 81’ Max 85’ Wolf |

| Arbitro: | Wagner |

|           |           |            |
| Němec 25’ | Marcatori | 71’ Korell |

| Arbitro: | Koop |

|                           |           |                    |
| Hollerbach 39’ Yeboah 67’ | Marcatori | 77’ Mulder 81’ Max |

| Arbitro: | Merk |

|                                          |           |  |
| Nijhuis 15’ Häßler 45’ (rig.) Möller 83’ | Marcatori |  |

| Arbitro: | Heynemann |

|                             |           |  |
| Eijkelkamp 36’ Goossens 59’ | Marcatori |  |

| Arbitro: | Buchhart |

|                    |           |                     |
| van Kerckhoven 87’ | Marcatori | 55’ Todt 59’ Herzog |

| Arbitro: | Zerr |

|                                                       |           |         |
| Hristov 9’ Rösler 67’ Hrutka 71’ Marschall 74’ (rig.) | Marcatori | 34’ Max |

| Arbitro: | Dardenne |

|              |           |                               |
| Fjørtoft 80’ | Marcatori | 21’ van Hoogdalem 38’ Kmetsch |

| Arbitro: | Steinborn |

|                             |           |                       |
| Kmetsch 73’ Kurz 90’ (aut.) | Marcatori | 45’ Schroth 49’ Cerny |

#### Girone di ritorno
| Arbitro: | Aust |

|             |           |  |
| Wilmots 76’ | Marcatori |  |

| Arbitro: | Fandel |

|                           |           |            |
| Đorđević 47’ Marković 81’ | Marcatori | 48’ Mulder |

| Gelsenkirchen 28 febbraio 1999, ore 18:00 CET 20ª giornata | Schalke 04 | 0 – 0 referto | Hertha Berlino | Parkstadion (41 100 spett.)\| Arbitro: \| Wack \| |
| Arbitro:                                                   | Wack       |               |                |                                                   |

| Arbitro: | Kemmling |

|                         |           |  |
| Kuka 36’, 60’ Ćirić 45’ | Marcatori |  |

| Arbitro: | Fröhlich |

|                               |           |                             |
| Mulder 18’ (rig.) Büskens 28’ | Marcatori | 20’ (rig.) Reis 23’ Baştürk |

| Arbitro: | Wagner |

|              |           |            |
| Beinlich 36’ | Marcatori | 56’ Mulder |

| Arbitro: | Fleischer |

|                         |           |  |
| Büskens 60’ de Kock 82’ | Marcatori |  |

| Arbitro: | Berg |

|             |           |          |
| Zickler 49’ | Marcatori | 62’ Held |

| Arbitro: | Albrecht |

|          |           |  |
| Wolf 76’ | Marcatori |  |

| Arbitro: | Strampe |

|  |           |                      |
|  | Marcatori | 70’ Alpuğan 85’ Wolf |

| Arbitro: | Stark |

|         |           |                                                  |
| Thon 6’ | Marcatori | 22’ Panadić 36’ Groth 61’ (rig.) Butt 72’ Yeboah |

| Arbitro: | Fröhlich |

|            |           |            |
| Mulder 31’ | Marcatori | 3’ Nijhuis |

| Arbitro: | Wack |

|           |           |                       |
| Hajto 37’ | Marcatori | 47’ Müller 82’ Mulder |

| Arbitro: | Albrecht |

|               |           |  |
| Dabrowski 54’ | Marcatori |  |

| Arbitro: | Dardenne |

|  |           |                                  |
|  | Marcatori | 71’ (rig.) Schjønberg 89’ Rische |

| Arbitro: | Merk |

|                       |           |                                             |
| Held 6’ Mandıralı 15’ | Marcatori | 25’ Fjørtoft 54’ (rig.) Sobotzik 75’ Janßen |

| Arbitro: | Weiner |

|                                   |           |                                                      |
| Cerny 4’ Hobsch 18’, 41’ Kurz 44’ | Marcatori | 10’, 90’ (rig.) Mandıralı 19’ Němec 40’ Max 68’ Thon |

### Coppa di Germania
| Arbitro: | Gagelmann |

|  |           |                                                                       |
|  | Marcatori | 11’ Eigenrauch 16’ Max 27’ Kmetsch 54’, 65’ Mandıralı 77’ Anderbrügge |

| Arbitro: | Heynemann |

|           |           |  |
| Salou 98’ | Marcatori |  |

### Coppa di Lega
| Arbitro: | Strampe |

|                            |           |             |
| Akpoborie 48’ Poschner 78’ | Marcatori | 16’ Büskens |

### Coppa UEFA
| Arbitro: | Hauge |

|             |           |  |
| Wilmots 40’ | Marcatori |  |

| Arbitro: | Harrel |

|                                      |                      |                                               |
| Dostálek 17’                         | Marcatori            |                                               |
| Horváth Labant Dostálek Vágner Kozel | Tiri di rigore 5 – 4 | Anderbrügge Thon Max Eijkelkamp van Hoogdalem |

## Statistiche

### Statistiche di squadra
| Competizione      | Punti | In casa | In casa | In casa | In casa | In casa | In casa | In trasferta | In trasferta | In trasferta | In trasferta | In trasferta | In trasferta | Totale | Totale | Totale | Totale | Totale | Totale | DR  |
| Competizione      | Punti | G       | V       | N       | P       | Gf      | Gs      | G            | V            | N            | P            | Gf           | Gs           | G      | V      | N      | P      | Gf     | Gs     | DR  |
| ----------------- | ----- | ------- | ------- | ------- | ------- | ------- | ------- | ------------ | ------------ | ------------ | ------------ | ------------ | ------------ | ------ | ------ | ------ | ------ | ------ | ------ | --- |
| Bundesliga        | 41    | 17      | 5       | 6       | 6       | 20      | 23      | 17           | 5            | 5            | 7            | 21           | 31           | 34     | 10     | 11     | 13     | 41     | 54     | -13 |
| Coppa di Germania | -     | 0       | 0       | 0       | 0       | 0       | 0       | 2            | 1            | 0            | 1            | 6            | 1            | 2      | 1      | 0      | 1      | 6      | 1      | +5  |
| Coppa di Lega     | -     | 0       | 0       | 0       | 0       | 0       | 0       | 1            | 0            | 0            | 1            | 1            | 2            | 1      | 0      | 0      | 1      | 1      | 2      | -1  |
| Coppa UEFA        | -     | 1       | 1       | 0       | 0       | 1       | 0       | 1            | 0            | 0            | 1            | 0            | 1            | 2      | 1      | 0      | 1      | 1      | 1      | 0   |
| Totale            | 41    | 18      | 6       | 6       | 6       | 21      | 23      | 21           | 6            | 5            | 10           | 28           | 35           | 39     | 12     | 11     | 16     | 49     | 58     | -9  |

### Andamento in campionato
| Giornata  | 1  | 2  | 3  | 4  | 5  | 6  | 7  | 8  | 9  | 10 | 11 | 12 | 13 | 14 | 15 | 16 | 17 | 18 | 19 | 20 | 21 | 22 | 23 | 24 | 25 | 26 | 27 | 28 | 29 | 30 | 31 | 32 | 33 | 34 |
| --------- | -- | -- | -- | -- | -- | -- | -- | -- | -- | -- | -- | -- | -- | -- | -- | -- | -- | -- | -- | -- | -- | -- | -- | -- | -- | -- | -- | -- | -- | -- | -- | -- | -- | -- |
| Luogo     | T  | C  | T  | C  | T  | C  | T  | C  | T  | C  | T  | T  | C  | C  | T  | T  | C  | C  | T  | C  | T  | C  | T  | C  | T  | C  | T  | C  | C  | T  | T  | C  | C  | T  |
| Risultato | P  | V  | P  | N  | V  | P  | N  | P  | N  | N  | N  | P  | V  | P  | P  | V  | N  | V  | P  | N  | P  | N  | N  | V  | N  | V  | V  | P  | N  | V  | P  | P  | P  | V  |
| Posizione | 18 | 12 | 14 | 15 | 10 | 12 | 12 | 13 | 13 | 14 | 14 | 15 | 15 | 15 | 16 | 14 | 13 | 12 | 13 | 13 | 14 | 14 | 14 | 12 | 12 | 11 | 10 | 10 | 10 | 10 | 10 | 10 | 11 | 10 |

Legenda:

Luogo: C = Casa; T = Trasferta. Risultato: V = Vittoria; N = Pareggio; P = Sconfitta.

### Statistiche dei giocatori
| Giocatore         | Bundesliga | Bundesliga | Bundesliga  | Bundesliga | Coppa di Germania | Coppa di Germania | Coppa di Germania | Coppa di Germania | Coppa di Lega | Coppa di Lega | Coppa di Lega | Coppa di Lega | Coppa UEFA | Coppa UEFA | Coppa UEFA  | Coppa UEFA | Totale   | Totale | Totale      | Totale     |
| Giocatore         | Presenze   | Reti       | Ammonizioni | Espulsioni | Presenze          | Reti              | Ammonizioni       | Espulsioni        | Presenze      | Reti          | Ammonizioni   | Espulsioni    | Presenze   | Reti       | Ammonizioni | Espulsioni | Presenze | Reti   | Ammonizioni | Espulsioni |
| ----------------- | ---------- | ---------- | ----------- | ---------- | ----------------- | ----------------- | ----------------- | ----------------- | ------------- | ------------- | ------------- | ------------- | ---------- | ---------- | ----------- | ---------- | -------- | ------ | ----------- | ---------- |
| Ü. Alpuğan        | 15         | 1          | 2           | 0          | 0                 | 0                 | 0                 | 0                 | 0             | 0             | 0             | 0             | 0          | 0          | 0           | 0          | 15       | 1      | 2           | 0          |
| I. Anderbrügge    | 16         | 0          | 1           | 0          | 2                 | 1                 | 0                 | 0                 | 1             | 0             | 0             | 0             | 1          | 0          | 0           | 0          | 20       | 1      | 1           | 0          |
| M. Büskens        | 27         | 2          | 2           | 1          | 1                 | 0                 | 0                 | 0                 | 1             | 1             | 0             | 0             | 2          | 0          | 0           | 0          | 31       | 3      | 2           | 1          |
| Y. Eigenrauch     | 22         | 0          | 1           | 0          | 2                 | 1                 | 0                 | 0                 | 1             | 0             | 0             | 0             | 2          | 0          | 0           | 0          | 27       | 1      | 1           | 0          |
| R. Eijkelkamp     | 15         | 5          | 3           | 0          | 1                 | 0                 | 0                 | 0                 | 0             | 0             | 0             | 0             | 2          | 0          | 1           | 0          | 18       | 5      | 4           | 0          |
| M. Goossens       | 12         | 1          | 1           | 0          | 2                 | 0                 | 0                 | 0                 | 1             | 0             | 0             | 0             | 1          | 0          | 0           | 0          | 16       | 1      | 1           | 0          |
| F. Grodås         | 2          | 0          | 0           | 0          | 1                 | 0                 | 0                 | 0                 | 1             | 0             | 0             | 0             | 0          | 0          | 0           | 0          | 4        | 0      | 0           | 0          |
| O. Held           | 21         | 2          | 2           | 0          | 1                 | 0                 | 0                 | 0                 | 0             | 0             | 0             | 0             | 0          | 0          | 0           | 0          | 22       | 2      | 2           | 0          |
| M. Kaya           | 1          | 0          | 1           | 0          | 0                 | 0                 | 0                 | 0                 | 0             | 0             | 0             | 0             | 0          | 0          | 0           | 0          | 1        | 0      | 1           | 0          |
| D. Klyuev         | 3          | 0          | 0           | 0          | 0                 | 0                 | 0                 | 0                 | 1             | 0             | 0             | 0             | 0          | 0          | 0           | 0          | 4        | 0      | 0           | 0          |
| S. Kmetsch        | 18         | 2          | 3           | 0          | 2                 | 1                 | 1                 | 0                 | 0             | 0             | 0             | 0             | 2          | 0          | 1           | 0          | 22       | 3      | 5           | 0          |
| R. Látal          | 16         | 0          | 2           | 1          | 2                 | 0                 | 1                 | 0                 | 1             | 0             | 0             | 0             | 2          | 0          | 0           | 0          | 21       | 0      | 3           | 1          |
| H. Mandıralı      | 22         | 3          | 0           | 0          | 2                 | 2                 | 0                 | 0                 | 1             | 0             | 0             | 0             | 0          | 0          | 0           | 0          | 25       | 5      | 0           | 0          |
| M. Max            | 28         | 6          | 0           | 0          | 1                 | 1                 | 0                 | 0                 | 1             | 0             | 0             | 0             | 2          | 0          | 0           | 0          | 32       | 7      | 0           | 0          |
| Y. Mulder         | 26         | 6          | 9           | 1          | 0                 | 0                 | 0                 | 0                 | 0             | 0             | 0             | 0             | 1          | 0          | 0           | 0          | 27       | 6      | 9           | 1          |
| A. Müller         | 27         | 1          | 5           | 0          | 0                 | 0                 | 0                 | 0                 | 0             | 0             | 0             | 0             | 1          | 0          | 0           | 0          | 28       | 1      | 5           | 0          |
| J. Němec          | 27         | 2          | 11          | 0          | 2                 | 0                 | 1                 | 0                 | 1             | 0             | 0             | 0             | 2          | 0          | 0           | 0          | 32       | 2      | 12          | 0          |
| M. Pereira        | 5          | 0          | 0           | 0          | 0                 | 0                 | 0                 | 0                 | 0             | 0             | 0             | 0             | 0          | 0          | 0           | 0          | 5        | 0      | 0           | 0          |
| O. Reck           | 18         | 0          | 0           | 0          | 0                 | 0                 | 0                 | 0                 | 0             | 0             | 0             | 0             | 0          | 0          | 0           | 0          | 18       | 0      | 0           | 0          |
| M. Schierenberg   | 1          | 0          | 0           | 0          | 0                 | 0                 | 0                 | 0                 | 1             | 0             | 0             | 0             | 0          | 0          | 0           | 0          | 2        | 0      | 0           | 0          |
| M. Schober        | 14         | 0          | 0           | 0          | 1                 | 0                 | 0                 | 0                 | 0             | 0             | 0             | 0             | 2          | 0          | 0           | 0          | 17       | 0      | 0           | 0          |
| F. Tapalović      | 18         | 0          | 4           | 0          | 1                 | 0                 | 0                 | 0                 | 1             | 0             | 0             | 0             | 0          | 0          | 0           | 0          | 20       | 0      | 4           | 0          |
| O. Thon           | 16         | 2          | 2           | 0          | 2                 | 0                 | 0                 | 0                 | 0             | 0             | 0             | 0             | 1          | 0          | 1           | 0          | 19       | 2      | 3           | 0          |
| M. Wilmots        | 12         | 1          | 0           | 0          | 1                 | 0                 | 0                 | 0                 | 0             | 0             | 0             | 0             | 2          | 1          | 0           | 0          | 15       | 2      | 0           | 0          |
| S. Wolf           | 14         | 3          | 3           | 0          | 0                 | 0                 | 0                 | 0                 | 0             | 0             | 0             | 0             | 0          | 0          | 0           | 0          | 14       | 3      | 3           | 0          |
| R. Wulnikowski    | 0          | 0          | 0           | 0          | 0                 | 0                 | 0                 | 0                 | 0             | 0             | 0             | 0             | 0          | 0          | 0           | 0          | 0        | 0      | 0           | 0          |
| J. de Kock        | 20         | 1          | 4           | 0          | 1                 | 0                 | 0                 | 0                 | 1             | 0             | 1             | 0             | 1          | 0          | 0           | 0          | 23       | 1      | 5           | 0          |
| M. van Hoogdalem  | 25         | 1          | 5           | 1          | 1                 | 0                 | 0                 | 0                 | 0             | 0             | 0             | 0             | 2          | 0          | 0           | 0          | 28       | 1      | 5           | 1          |
| N. van Kerckhoven | 22         | 1          | 5           | 0          | 2                 | 0                 | 1                 | 0                 | 1             | 0             | 0             | 0             | 2          | 0          | 0           | 0          | 27       | 1      | 6           | 0          |